# Vincent Bernard Tscharner
Vincent Bernard Tscharner, né le 4 mars 1728 à Berne et mort le 16 septembre 1778, originaire de Berne, Rolle et Aubonne, est un historien, écrivain et politicien suisse.

## Biographie
Tscharner est bailli d'Aubonne de 1769 à 1775.

## Archives
- Fonds à la Bibliothèque de la Bourgeoisie de Berne
- Discours manuscrits (1776–1778) (ACV)

## Œuvres
- Poésies choisies de M[onsieur] de Haller traduites en prose par Monsieur de T[scharner], Gottingue 1750.
- Historie der Eidgenossen, tome 2, Zurich 1758. lire en ligne
- Albert de Haller: Poésies, traduit par Vincent Bernard Tscharner, Berne 1760. lire en ligne
- Vorschlag zu Aufmunterung des Seidenbaues in der Waat, dans : Abhandlungen und Beobachtungen durch die Ökonomische Gesellschaft zu Bern gesammelt, Berne, 5. Jg., 4. Stück (1764), S. 3-18. lire en ligne
- Historie der Eidgenossen, tome 1, Zurich 1768. lire en ligne
- Prüffung einicher Zweifel wider die Einschränkung oder Vertheilung der Allmenten, dans:  Abhandlungen und Beobachtungen durch die Ökonomische Gesellschaft zu Bern gesammelt, Bern, 9. Jg., 2. Stück (1768), p. 181-209.
- Fortsezung der Prüffung einicher Zweifel wider die Einschränkung oder Vertheilung der Allmenten,  in:  Abhandlungen und Beobachtungen durch die Ökonomische Gesellschaft zu Bern gesammelt, Bern, 10. Jg., 2. Stück (1769), p. 109-131. lire en ligne
- Lobrede auf Herrn Albert Haller, welche auf veranstaltung der Lobl. ökonomischen gesellschafft den fünf und zwanzigsten Merzen öffentlich abgelesen worden. Typographische Gesellschaft, Berne 1778. lire en ligne
- Vincenz Bernhard Tscharner, Gottlieb Emanuel von Haller: Dictionnaire historique, politique et géographique de la Suisse, Bd. 2, Genf 1777. lire en ligne
- Eloge de Alb[ert] Haller, Berne 1778. lire en ligne
- Vincent Bernard Tscharner, Gottlieb Emanuel de Haller: Dictionnaire historique, politique et géographique de la Suisse, Bd. 1, Genf 1788. lire en ligne